# Fuente primaria

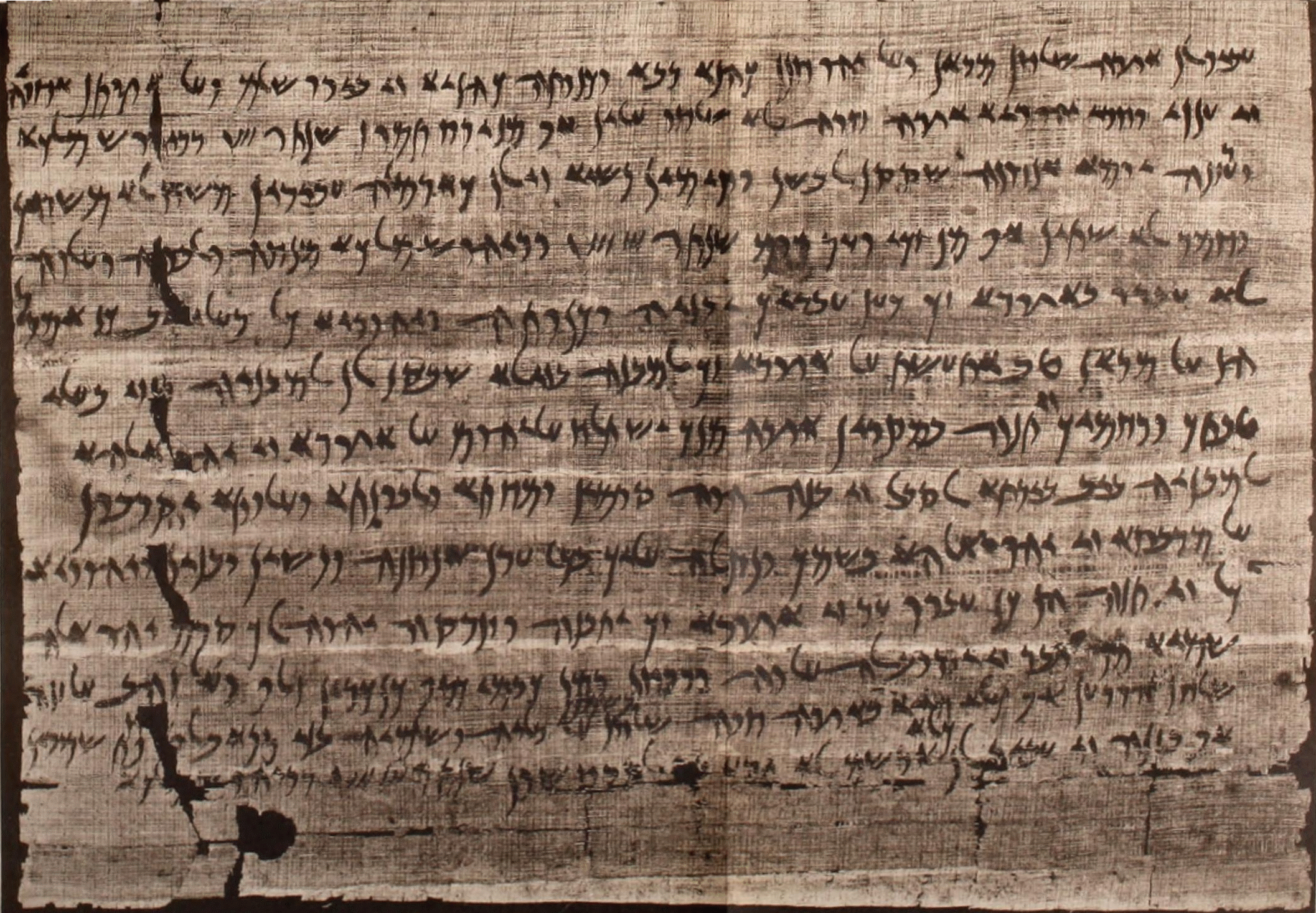
Documento de los papiros de Elefantina, en donde se solicita la reconstrucción de un templo judío en Elefantina.

Una fuente primaria se refiere a las fuentes documentales que se consideran material proveniente de alguna fuente del momento, en agrupación con un fenómeno o suceso que puede tener interés en ser investigado o relatado, es decir, es la materia prima que se obtiene para realizar un determinado trabajo de investigación.
También hay fuentes de información primarias llamadas inéditas, que no se encuentran al acceso público o de circulación restringida como las tesis o los informes.
En el caso de la historiografía, es lo que en su momento ha servido para escribir la historia. En efecto, en el origen del desarrollo de la historiografía, se encuentra la cuestión de la clasificación y la validación de las fuentes, cuando los historiadores analizaron y discutían sobre la escritura de la historia y de la prehistoria, y sobre la manera en que los conocimientos del pasado eran obtenidos aplicando la metodología de la historia. También se dividen en fuentes escritas y no escritas.

## Tipología

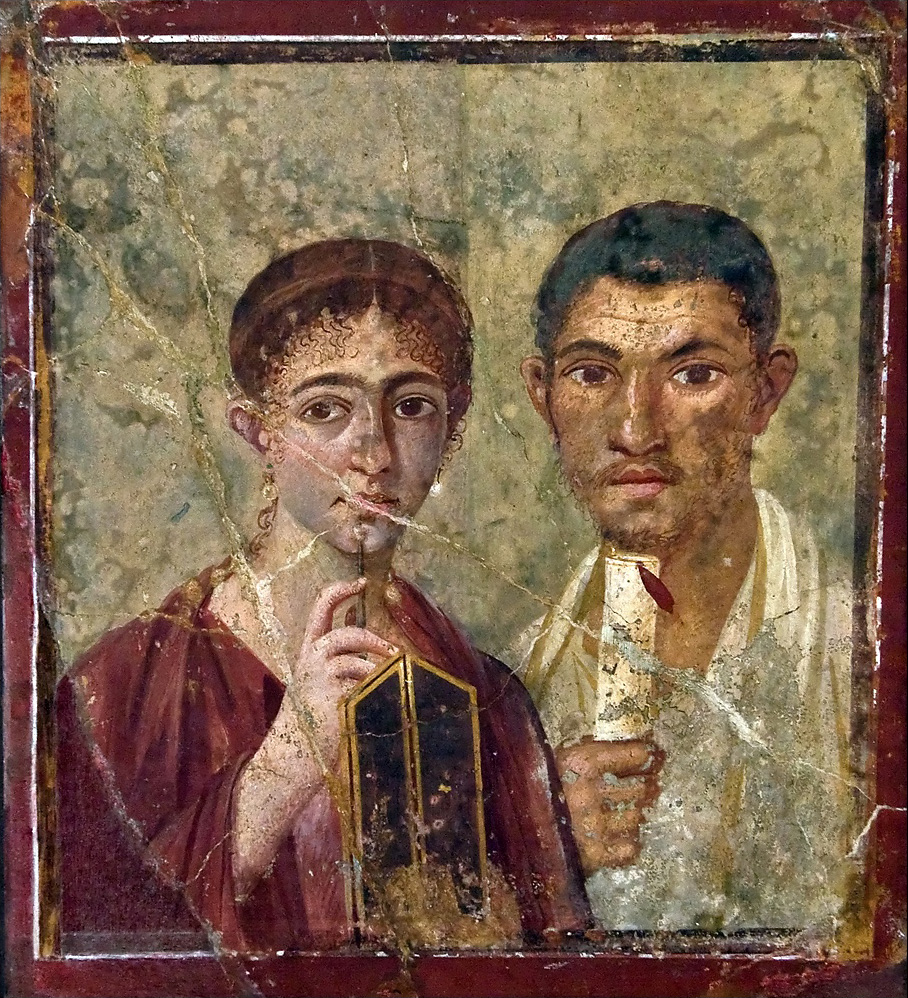
Este fresco mural encontrado en una casa en Pompeya, es un ejemplo de fuente primaria, en relación con la tragedia de Pompeya, y con más generalidad, en relación con los tiempos de la Roma antigua.

Algunos ejemplos de fuentes primarias pueden ser las que a continuación se enumeran:
- Libros que traten de la época sobre la que se está investigando
- Cartas
- Entrevistas
- Autobiografías
- Diarios o revistas de la época
- Manuscritos
- Discursos
- Fotografías
- Grabaciones de audio
- Grabaciones de vídeo
- Películas de la época.
- Noticias
- Tesis[2]
- Informe[2]
- Mapa[2]